# Селижаровское сельское поселение
Селижа́ровское се́льское поселе́ние — муниципальное образование в составе Селижаровкого района Тверской области.
Центр поселения — пгт Селижарово (в состав сельского поселения не входит).

## География
- Общая площадь: 708,84 км²

## История
Законом Тверской области от 17 апреля 2017 года были упразднены Березугское, Захаровское, Ларионовское и Талицкое сельские поселения, объединённые в Селижаровское сельское поселение.

## Население
| 2018 | 2019  | 2020  |
| ---- | ----- | ----- |
| 1659 | ↘1598 | ↘1578 |

## Населенные пункты
В состав поселения входят 106 населённых пунктов.